# Halloween Junky Orchestra
A Halloween Junky Orchestra egy rövid életű japán visual kei supergroup volt, amelyet 2012-ben alapított Hyde, a L’Arc-en-Ciel és a Vamps énekese.

## Az együttes tagjai
- Hyde (Vamps) – ének
- Aoki Rjúdzsi – ének
- Aki (Sid) – basszusgitár
- Acid Black Cherry – ének
- K.A.Z (Vamps) – gitár
- Kyo (D’erlanger) – ének
- Daigo (Breakerz) – ének

- Tacuró (Mucc) – ének
- Cucsija Anna – ének
- Tommy February6 – ének
- Tommy Heavenly6 – ének
- Hicugi (Nightmare) – gitár
- Rina (Scandal) – dobok
- Vakesima Kanon – ének

## Diszkográfia

### Kislemezek
| Év   | Adatok | Oricon | Oricon | Oricon | Billboard Japan | Eladások (Japán) |
| Év   | Adatok | Napi   | Heti   | Évi    | Hot 100         | Eladások (Japán) |
| ---- | --- | ------ | ------ | ------ | --------------- | ---------------- |
| 2012 | Halloween Party - Megjelent: 2012. október 17. / 2013. október 16. - Kiadó: Vamprose (XNVP-00032/B) - Formátum: CD (+DVD), digitális letöltés | 1      | 3      | 80     | 3               | 138 331          |

## Díjak és jelölések
Billboard Japan Music Awards
- 2012: Az év független előadója – Halloween Junky Orchestra (jelölve)